# 4ª Squadriglia da ricognizione e combattimento
La 4ª Squadriglia da ricognizione e combattimento del Servizio Aeronautico del Regio Esercito fu costituita con aerei Blériot.

## Storia
La 4ª Squadriglia Blériot del II Gruppo (poi 2º Gruppo) allo scoppio della prima guerra mondiale nel dicembre 1914 è all'Aeroporto di Padova. Il 23 maggio 1915 si sposta a Bazzera di Tessera (Venezia) (nella zona dell'attuale parcheggio dell'Aeroporto di Venezia-Tessera) inquadrata nel Comando della Piazza Marittima di Venezia al comando del Capitano Guido Olivo ed altri 4 piloti su 6 Blériot XI da 80 cv. L'8 settembre la squadriglia viene sciolta quando la difesa di Venezia passa ai francesi.
Il 18 gennaio 1916 rinasce come 4ª Squadriglia da ricognizione e combattimento Farman a Comina (Friuli-Venezia Giulia) sotto il II Gruppo ed il 10 febbraio è operativa a Cavazzo Carnico al comando del Cap. Umberto Venanzi, altri 6 piloti, 3 osservatori e 7 Farman MF.11. Dopo essersi spostata a Tolmezzo il 15 aprile 1916 nel cambio generale dei nomi delle squadriglie diventa 29ª Squadriglia.